# Hasdrubal (Hanno)
Hasdrubal was de zoon van Hanno en een van de drie veldheren die Marcus Atilius Regulus bij Adys (in de buurt van Tunis) had bedwongen. Tijdens de Eerste Punische Oorlog stak hij in 251 v.Chr. met ruim 30.000 man en 130 krijgsolifanten over naar Sicilia, doch werd in 250 v.Chr. bij Panormus (Palermo) door de proconsul Lucius Caecilius Metellus verslagen. Hij werd daarop voor zijn nederlaag door de Carthagers in absentia ter dood veroordeeld. Bij zijn terugkeer werd hij vervolgens geëxecuteerd.

## Referentie
- art. Hasdrubal (1), in J.G. Schlimmer - Z.C. De Boer, Woordenboek der Grieksche en Romeinsche Oudheid, Haarlem, 19203, p. 299.